# Schloss Altenkirchen
Schloss Altenkirchen war ein kleineres Schlossgebäude in Altenkirchen (Westerwald), das als Residenz der Grafschaft Sayn diente.
Schon in der Mitte des 12. Jahrhunderts musste Altenkirchen in den Besitz der Grafen von Sayn gelangt sein, die die Vögte des Stiftes St. Cassius waren. Am 16. Dezember 1314 verlieh König Ludwig der Bayer Altenkirchen Stadtrechte, die Kaiser Karl IV. 1357 bestätigte. Hier entstand 1317 eine Burg, die offenbar in Verbindung mit der Stadtbefestigung gebaut wurde und die Kreuzung der Köln-Frankfurter- mit der Köln-Leipziger-Straße beschützte. Von der mittelalterlichen Anlage existierte im 18. Jahrhundert noch eine Tordurchfahrt mit einem Rundturm auf beiden Seiten. Diese Durchfahrt lag an der Stelle des heutigen Amtsgerichts in der Siegener Straße.
Der Plan der gesamten neueren Anlage ist in Grundrissen und Aufzeichnungen überliefert, die aus dem 18. Jahrhundert stammen. Sie gehen wohl auf die neue Stadtplanung im Anschluss an den Brand der Stadt von 1728 zurück und traten an die Stelle der mittelalterlichen Bauten. Parallel zur Straßenflucht im Süden der Anlage (etwa in Höhe des heutigen Schlossplatzes) lag der sogenannte Husarenflügel; durch ihn führte eine Durchfahrt zum Schlosshof. Hier befanden sich unten Stallungen, oben Kammern, westlich neben der Durchfahrt die Wachstube. Im rechten Winkel schloss sich an das östliche Ende der sogenannte Münzflügel an, ein dreistöckiges Gebäude, dessen westliche Front und südliche Giebelwand mit einem eingebauten runden Turm gänzlich massiv waren, dessen östliche Frontwand hingegen nur in der Höhe des Erdgeschosses. Die beiden darüber liegenden Stockwerke hatten Mauern aus Fachwerk. Die Westseite besaß einen erkerartigen Vorbau. An diesen Gebäudeflügel schloss sich das sogenannte Corps de Logis an, ein im rechten Winkel nach Osten vorspringender Flügel aus Bruchsteinmauerwerk. Der eigentliche Schlosshof, nördlich vom Corps de Logis begrenzt, war nach Westen durch eine Mauer geschlossen, hinter der im Süden ein rechtwinkliger Nebenhof lag, der auf der Nordseite von einer Mauer, auf der Westseite von einem Stallgebäude eingefasst war. Im Süden wurde er durch den Husarenflügel begrenzt.
Den fürstlichen Glanz erlebte die spätere Grafschaft Sayn-Altenkirchen nur selten. Die eigentlichen Hauptstädte der Häuser von Sachsen-Weimar-Eisenach und von Brandenburg-Ansbach, denen Sayn-Altenkirchen durch Heirat bzw. Erbschaft zugefallen war, lagen weit entfernt von Altenkirchen, so dass die Landesherren allenfalls vorübergehend das Schloss nutzten. Bei dem geringen Interesse der Landesherren teilte Schloss Altenkirchen bald das Schicksal von Schloss Friedewald: Es zerfiel. Der bauliche Zustand erwies sich schließlich als so schlecht, dass es im Jahr 1862 zum Abbruch verkauft werden musste. Die verbliebenen Reste wurden gegen Ende des Zweiten Weltkrieges fast vollständig zerstört. Heute erinnert lediglich der Altenkirchener Schlossplatz noch an das Gebäude.